# Соловйов Леонід Олександрович
Леонід Олександрович Соловйов (1936 — 8 грудня 1984) — український радянський діяч, машиніст тепловоза локомотивного депо Попасна Донецької залізниці Луганської області. Депутат Верховної Ради УРСР 8—10-го скликань.

## Біографія
Народився в робітничій родині. Освіта середня спеціальна: у 1957 році закінчив технікум залізничного транспорту.
З 1957 року — помічник машиніста паровоза локомотивного депо Попасна Донецької залізниці. Служив у Військово-Морському флоті СРСР.
У 1961—1970 роках — помічник машиніста паровоза, тепловоза локомотивного депо Попасна Донецької залізниці Луганської області.
У 1970—1984 роках — машиніст тепловоза локомотивного депо станції Попасна Донецької залізниці.
Член КПРС з 1972 року.
Помер після важкої тривалої хвороби.

## Нагороди
- орден Леніна
- орден Трудового Червоного Прапора
- медалі
- звання «Почесний залізничник СРСР»